# قورباغه بی‌پنجه کنگو
قورباغه بی‌پنجه کنگو (نام علمی: Hymenochirus boettgeri) نام یک گونه از تیره قورباغه‌های بی‌زبان است.